# Anne Stafford
Lady Anne Hastings, grevinna av Huntingdon, född Stafford 1483, död 1544, var en engelsk adelskvinna. Hon har utpekats som älskarinna till Henrik VIII av England (1510). 

## Biografi
Anne Stafford var dotter till Henry Stafford, 2:e hertig av Buckingham och Katherine Woodville, och systerdotter till drottning Elizabeth Woodville. 
Hon gifte sig 1503 med Sir Walter Herbert, son till William Herbert, 1:e earl av Pembroke (1423–1469). Äktenskapet var barnlöst. Hon blev änka 1507 och bodde sedan hos sin bror fram till sitt andra äktenskap. Hon gifte sig i december 1509 med George Hastings, 1st Earl of Huntingdon. Hon fick åtta barn under sitt andra äktenskap. Hennes andra make tillhörde kretsarna vid hovet. 
År 1510 blev Anne Stafford föremål för en skandal. Hennes bror hörde rykten om att hon hade haft ett förhållande med Henrik VIII, eller med hovmannen Sir William Compton, som var en av kungens gunstlingar. Compton uppgavs ha vidarebefordrat ett meddelande till Anne från kungen, vilket utsattes för misstankar eftersom det överlämnades på ett sådant hemligt sätt. Annes bror ertappade Compton i sin systers rum. Compton tvingades svära vid sakramentet att han inte hade begått äktenskapsbrott med Anne. Hennes make sände bort henne till ett kloster på en tid för att låta skandalen lägga sig. Det finns ingenting som bekräftar att hon faktiskt hade ett förhållande med vare sig kungen eller Compton. Hon hade ett dokumenterat gott förhållande till sin make även efter denna skandal. Thomas Compton testamenterade dock jord till Anne 1523. 